# Orphnophanes ankarapotsyalis
Orphnophanes ankarapotsyalis är en fjärilsart som beskrevs av Antoine Fortuné Marion och Pierre E.L. Viette 1956. Orphnophanes ankarapotsyalis ingår i släktet Orphnophanes och familjen Crambidae. Inga underarter finns listade i Catalogue of Life.